# Bengt Schöier
Bengt Eric Schöier, född 8 juni 1923 i Västerlövsta församling, Västmanlands län, död 27 januari 2012, var en svensk tidningsman. Han var gift med Ingrid Schöier. 
Schöier, som var son till pastor Enok Schöier och Leonora Ekblom, blev filosofie kandidat vid Göteborgs högskola 1948, var medarbetare i Göteborgs Handels- och Sjöfartstidning 1949–1956, chefredaktör för Arvika Nyheter 1956–1960, andre redaktör för Hallandsposten 1960–1962, ledarskribent i Expressen 1963–1971, chefredaktör för Utsikt 1971–1978, chef för liberala pressbyrån Folkpress 1977–1978, chefredaktör för Västerbottens-Kuriren 1978–1986 och chefredaktör för veckomagasinet NU 1986–1989. Han innehade kommunala uppdrag i Ekerö kommun 1968–1974. Schöier är begravd på Lidingö kyrkogård.